# Hectogramo
El hectogramo es una unidad de masa del SI que equivale a la décima parte de un kilogramo, y también a cien gramos. Es el segundo múltiplo del gramo y el primer submúltiplo del kilogramo. Su abreviatura es hg.

## Equivalencias
1 hectogramo es igual a:
- 100.000 mg
- 10.000 cg
- 1.000 dg
- 100 g
- 10 dag
- 0,1 kg